# 哪吒 (1974年電影)
《哪吒》（英語：Na Cha the Great）是1974年張徹根据《封神演义》片段的故事導演的香港功夫片，由傅声等領銜主演。

## 劇情簡介
哪吒是一个公子哥，父亲是陈塘关的守将，因为父子观念不和，所以他们总是闹矛盾。
在这之后，他受到了太乙真人的关注，并传授了很多法术。
在接下来的一天中，由于哪吒遇到了由三太子敖丙和其部下变成人后，欺负民众的事情，于是，他决定去阻止这件事情，结果却杀死了敖丙和其部下。
而龙王得知儿子死了，自然是威胁哪吒的父亲李靖，如果不杀死哪吒就水淹陈塘关。而哪吒为了保护陈塘关，于是自尽了。
哪吒死后被太乙真人复活，并传授了他更多的法力。
于是哪吒击败了龙王，但是哪吒因为不满父亲，于是决定向其复仇，而李靖却用燃灯道人赠他的玲珑宝塔来困住哪吒……

## 演员
- 傅声 饰 哪吒
- 卢迪 饰 李靖
- 江岛 饰 龙王
- 冯克安 饰 三太子
- 李允中 饰 太乙真人
- 冯毅 饰 燃灯道人
- 林静 饰 殷夫人
- 叶天行 饰 金吒
- 张汝棠 饰 木吒
- 李振标 饰 阳哥
- 袁曼姿 饰 素娟
- 曾志伟 饰 童子
- 司马华龙 饰 老夫子
- 陆剑明 饰 夜叉

## 相關連結
- 豆瓣链接 （页面存档备份，存于）
- 互联网电影数据库（IMDb）上《哪吒》的资料（英文）
- 香港影庫上《哪吒》的資料（繁體中文）